# Alcy Cheuiche
Alcy José de Vargas Cheuiche (Pelotas, 21 de julho de 1940) é um veterinário, professor e escritor brasileiro, autor de romances históricos, poesias, crônicas e teatro.

## Biografia
É filho do general Alcy Vargas Cheuiche e de Zilah Maria da Silva Tavares. Os Cheuiche são de origem libanesa e os Silva Tavares constituem uma tradicional família gaúcha, cujos membros participaram dos principais movimentos revolucionários do Estado, a começar por João da Silva Tavares, Barão de Cerro Largo, que lutou na Revolução Farroupilha (1835 -1845) ao lado do Império.
Aos quatro anos de idade Alcy foi viver em Alegrete, onde entrou em contato com a natureza do pampa e a vida campeira. Aprendeu a ler e escrever e se tornou, como o pai, um entusiasta da vida do campo e das tradições gaúchas. Aos dezoito anos de idade, ingressou na Faculdade de Veterinária em Porto Alegre.
Nesse período, escreveu contos e poesias para jornais universitários. Diplomado em primeiro lugar em sua turma, fez cursos de pós-graduação na França e Alemanha. Durante sua temporada na Europa, manteve uma coluna semanal no jornal Correio do Povo, de Porto Alegre, intitulada Cartas de Paris.
Em setembro de 1963 casa-se em Alegrete, e, logo após, acompanhado da esposa alegretense, vai estudar na França onde vive durante alguns anos. Desse matrimônio resulta um casal de filhos, Luiza e Luciano. No final dos anos 60, após o divórcio, em São Paulo, casa-se novamente, dessa vez com Inez, uma colega veterinária, dessa união resultam dois filhos, Mario e Marcio, hoje ele tem netos desses filhos e filha dos dois casamentos.
Na Europa escreveu sua primeira obra de ficção, O Gato e a Revolução, de 1967; ambientada durante o período da ditadura militar, a novela foi censurada e passou duas décadas fora de circulação. Para contornar a vigilância militar, passou a se dedicar às narrativas históricas, que de acordo com Lucas Zamberlan, permitiam "viabilizar a continuação de um debate político-social extremamente pertinente ao contexto do regime de exceção em vigor, utilizando o meio mascarado do distanciamento temporal". Desse redirecionamento o primeiro fruto foi Sepé Tiaraju: Romance dos Sete Povos das Missões.
Em 1969, ele fixa residência em São Paulo, onde dirige a divisão veterinária da empresa norte-americana Johnson & Johnson. Neste cargo, tem oportunidade de realizar várias viagens internacionais.
Em 1974 deixa a empresa norte-americana e se muda para Campos do Jordão, na serra paulista, onde cria gado e instala uma clínica veterinária. Neste período, escreve seus dois primeiros romances. 
Em 1980, casa-se pela terceira vez, e passa seis meses em Paris, lecionando na Escola de Veterinária de Alfort. Em 1983, nasce Zilah, sua quinta filha.
Ministrou a primeira aula técnica para os ingressantes da primeira turma da Faculdade de Veterinária da UFPel. Em 1990 assumiu em Porto Alegre a direção do Instituto Estadual do Livro. Desde então, radicado na capital gaúcha, embora continue trabalhando como veterinário, dedica-se intensamente à atividade literária e realiza novas viagens pelo mundo. Volta a Paris em 1997, para pesquisar sobre Santos Dumont. A pesquisa serviu de base para seu premiado romance sobre a vida do Pai da Aviação, Nos céus de Paris - Romance da vida de Santos Dumont.
Há mais de vinte anos ministra aulas e oficinas de criação literária.

## Obra
Seus escritos geralmente versam sobre temas e personagens históricos. Disse ter sido muito influenciado pelo seu pai, "um grande narrador, contador de histórias", e por Monteiro Lobato. Em entrevista para Letícia Garcia, disse:
"Eu nasci mais no litoral, em Pelotas, mas fui com quatro anos para o Alegrete. E quando abri os olhos, enxerguei aquela pampa toda. Meu pai tinha paixão por leitura, principalmente do que era nosso – então, além de contar as histórias para nós, aquela história para crianças, ele sempre dava um jeito de contar a história da própria história. Ele nos contava histórias sobre os acontecimentos do Rio Grande do Sul – as missões guaranis, a Guerra dos Farrapos... Meu pai era uma pessoa que herdou esse dom de narrar dos árabes, mas ele não gostava de escrever. Eu comecei, então, a escrever. Lembro que uma das primeiras coisas que escrevi foi quando ele nos contou um duelo entre Bento Gonçalves e Onofre Pires, quando vínhamos de carro, à beira do arroio de Sarandi. Naquela noite eu escrevi um poema sobre o duelo e de manhã, na hora do chimarrão, eu o dei para ele. Comecei com a poesia, mas gosto mesmo é do romance".
Trabalha nos gêneros do romance, poesia, crônica e teatro. Tem mais de trinta obras publicadas, algumas delas traduzidas para o espanhol, alemão, inglês e francês. Recebeu diversos prêmios e segundo o jornal Extra Classe, "é autor de clássicos da literatura gaúcha como Sepé Tiaraju, Ana Sem Terra, O Mestiço de São Borja, João Cândido – O Almirante Negro, Nos Céus de Paris, O Farol da Solidão, Lord Baccarat, O Velho Marinheiro". Para Armindo Trevisan. "Alcy Cheuiche é um dos mais notáveis ficcionistas do Rio Grande do Sul, situado entre os mais identificados com sua gente, seus ideais de cara limpa, suas noites estreladas". Lucas Zamberlan, prefaciando um volume de textos dedicados ao autor editado pelo Instituto Estadual do Livro, disse que seu nome está "consolidado como um dos principais ficcionistas gaúchos da contemporaneidade", e acrescentou: 
"Acredito que o poder da sua literatura venha desse entrelaçamento entre as duas tradições da literatura nas suas origens: de um lado, o gênero épico, preocupado em desenvolver uma ação na qual evidenciam-se sentimentos de coletividade; e o lírico, onde se promove o reconhecimento das emoções: o amor, a justiça, a igualdade, a compaixão, tão presentes em suas narrativas de caráter intervencional. Talvez por habitar habilmente os dois terrenos, a sua literatura comova tanto".

### Romances
- O gato e a revolução. AGE, 2 edições
- Sepé Tiarajú – Romance dos Sete Povos das Missões. AGE, 5 edições no Brasil, 2 edições no Uruguai (Banda Oriental), 1 edição na Alemanha (Ed. Evangélica Luterana)
- O mestiço de São Borja. Sulina, 5 edições
- A Guerra dos Farrapos. Mercado Aberto, 12 edições. Prêmio Literário Ilha de Laytano.[9]
- Ana sem terra. Sulina, 8 edições no Brasil, 1 edição na Alemanha (Ed. Evangélica Luterana)
- Lord Baccarat. AGE, 3 edições
- A mulher do espelho. Sulina/AGE, 1 edição
- Nos céus de Paris – Romance da vida de Santos Dumont - 1ª edição Prêmios “RBS” e “Laçador”, 2ª edição pocket – Editora L& PM
- Jabal Lubnan, as aventuras de um mascate libanês. Sulina, 1 edição, 2003
- Sepé Tiarajú - Revista em quadrinhos. PontoCom, 3 edições
- O Velho Marinheiro: A História da Vida do Almirante Tamandaré. L&PM, 1 edição pocket, 2018

### Crônicas
- O planeta azul
- Na garupa de Chronos. Editora Uniprom. Prêmio Açorianos 2001
- Com sabor de terra

### Teatro
- O pecado original. Mercado Aberto

### Poesia
- Meditações de um poeta de gravata, 2ª Edição
- Entre o Sena e o Guaíba
- Versos do extremo sul
- Antologia poética. Martins Livreiro, 2006

## Distinções e prêmios
- Prêmio Literário Ilha de Laytano pelo romance histórico A Guerra dos Farrapos, 1985.[9]
- Prêmio Açorianos pelo livro de crônica A Cidade de Perfil (co-autor) e por Na Garupa de Chronos, 2000 (autor)[2]
- O romance Nos céus de Paris - Romance da vida de Santos Dumont recebeu troféu da RBS Rádio como o melhor romance lançado na Feira do Livro de Porto Alegre, e Troféu Laçador, como o melhor livro publicado no sul do Brasil em 1998[2]
- Medalha Mérito Santos Dumont, da  Força Aérea Brasileira, 2001[8]
- Medalha Simões Lopes Neto, do Governo do Estado do Rio Grande do Sul, 2002[8]
- Medalha Oswaldo Aranha, da Prefeitura de Porto Alegre[2]
- Troféu Guri[8]
- Comenda Charrua da Prefeitura de Caçapava do Sul[10]
- Foi objeto de uma edição da série Escritores Gaúchos do Instituto Estadual do Livro.[1]
- Ministrou a Aula Magna em comemoração aos 50 anos da Faculdade de Veterinária da UFPel.[3]
- Por sua contribuição à medicina veterinária, recebeu a Comenda do Mérito Veterinário, 1987[3]

Em 2006 foi escolhido patrono da 52ª Feira do Livro de Porto Alegre, considerado o maior evento do gênero na América do Sul. Em 2022 foi patrono da Feira do Livro de Rio Pardo. Em 2018 foi objeto do documentário Romancista de Nossa História, trazendo depoimentos dos escritores Luiz Antônio de Assis Brasil, Sérgio Faraco e Walter Galvani. O filme faz parte da série Conversa de Livraria, dirigida por Luzimar Stricher e já exibida na TVE-RS, na TVCOM e em cinema da Capital. É membro vitalício da Academia Rio-Grandense de Letras e sócio fundador da Associação Gaúcha de Escritores.
Em 1997, foi empossado na Academia Brasileira de Medicina Veterinária, com sede no Rio de Janeiro.